# Opel Insignia
Opel Insignia är en bil från Opel som premiärvisades den 22 juli 2008 på British International Motor Show. Bilen tillhör storleksmässigt den större mellanklassen och konkurrerar därmed med bilar som Audi A6, Ford Mondeo, Peugeot 407, Volkswagen Passat, med flera.
Förhandsvisningen den 21 juli 2008 av Insignia inför 300 inbjudna gäster, flertalet journalister, vid Tower Bridge i London var en spektakulär premiär. Bilen var från början på en höjd av 45 meter upp i luften och väl dold i en metallglob stor som hela bilen. När det väl var dags att visa bilen öppnades globen och Insignia nästan slungades ner till marken på sex sekunder, väl fastspänd med säkerhetslinor.
Insignia börjades säljas i slutet av 2008 och början av 2009, då som sedan- och halvkombi-modell. Senare under våren 2009 lanserades kombiversionen på marknaden, kallad Opel Insignia Sports Tourer.

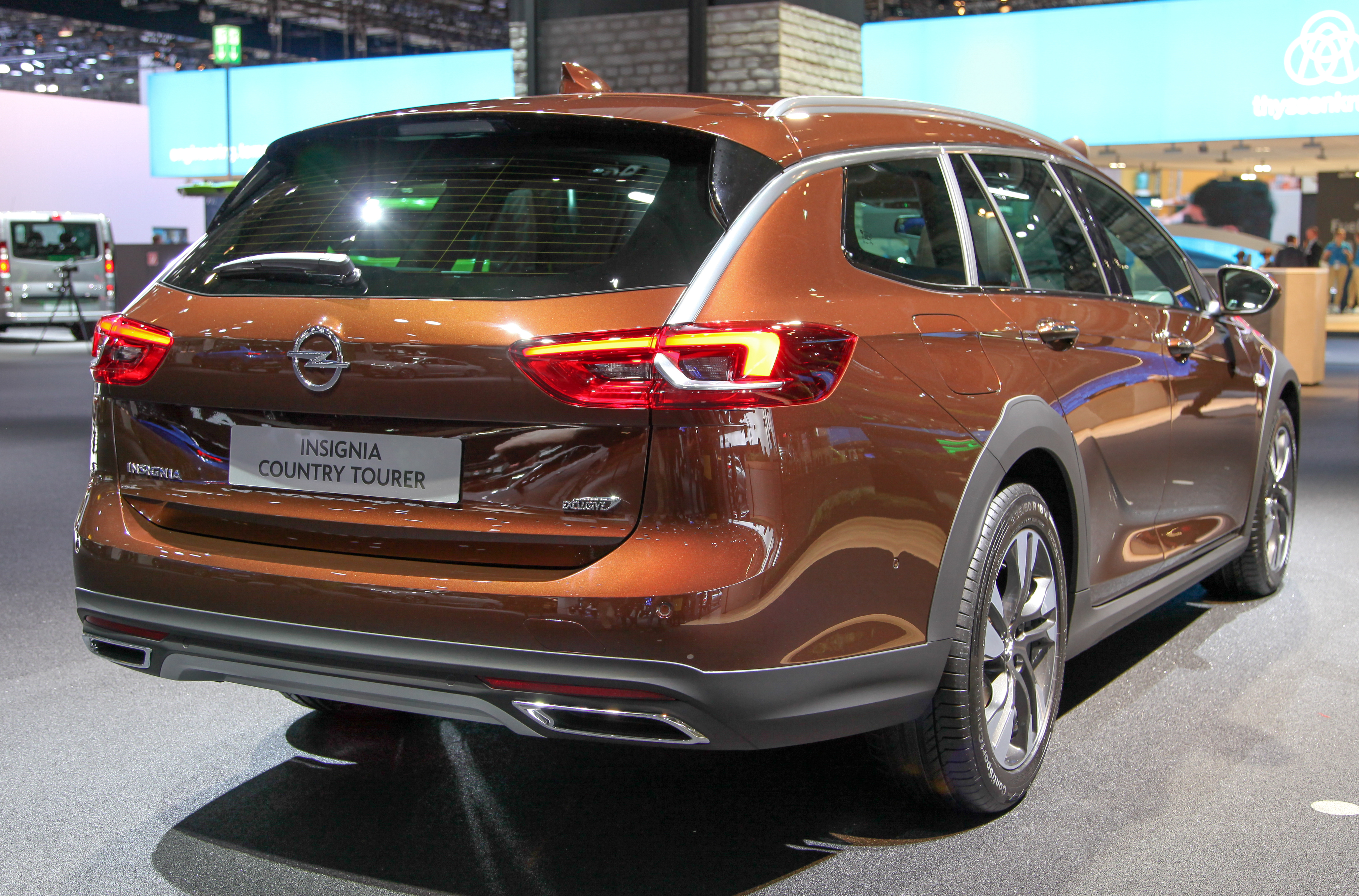
Opel Insignia Country Tourer

## Modeller / Motorer
Sex motoralternativ fanns att välja mellan vid den svenska introduktionen, fyra bensin- och två dieselmotorer och dessa kompletterades med en fabrikstrimmad OPC-version av 2,8 liters V6-motorn (325 hk) under sommaren 2009. En kraftfullare 2,0 liters dieselmotor med dubbelturbo (190 hk) har blivit försenad, men kommer troligtvis att lanseras till modellår 2011. 
Fyrhjulsdrift från svenska Haldex, av Opel kallad 4x4, är tillgänglig med 2,0T- och 2,8T-bensinmotorer samt 2,0-diesel från år 2010. 
Bensinmotorer:
- 1,6 liter (115 hk) - Ej lanserad i Sverige
- 1,6 liter (180 hk) Turboladdad
- 1,8 liter (140 hk)
- 2,0 liter (220 hk) Turboladdad
- 2,8-liters V6-motor (260 hk) Turboladdad
- 2,8-liters V6-motor (325 hk) Turboladdad - OPC-version, lanserades under sommaren 2009

Dieselmotorer:
- 2,0 liter (110 hk) Turboladdad - Ej lanserad i Sverige
- 2,0 liter (130 hk) Turboladdad
- 2,0 liter (170 hk) Turboladdad
- 2,0 liter (190 hk) Dubbel-turboladdad - Lansering uppskjuten

## Finesser / Utrustning
Den nya och avancerade teknologin och det nyskapande som Opel Insignia kom med, var några av motiveringarna till varför Insignia blev vald till Årets bil.
- "Opel Eye". Är en högteknologisk och innovativ kamera som läser av vägskyltar, hastighetsskyltar och väglinjer. Så om man kör för fort eller kör utanför den markerade väglinjen, varnas föraren.

- "AFL-strålkastare" (Adaptive Forward Lightning). Beroende på miljö och körförhållande finns det nio olika inställningar för hur ljuskäglorna ska röra sig. Käglorna anpassar sig automatiskt.

- "Adaptive 4x4-System". Bilen har ett chassi kallat FlexRide som beroende på körförhållande kan ändras. Föraren bestämmer helt själv hur chassit ska vara. Bilen kan även fås med det system för fyrhjulsdrift som baseras på en haldexkoppling och sedan tidigare används i Saab 9-3.[1]

- Minimalt luftmotstånd. För att ge låg bränsleförbrukning har Insignia ett ovanligt lågt luftmotstånd; det så kallade Cw-värdet är för EcoFlex-modellen bara 0,26. Detta kan till exempel jämföras med konkurrenten Citroën C5 vars Cw är 0,27.[källa behövs]

## Viktiga datum
- 2007 - Konceptbilen av Opel Insignia kallad GTC Concept visas vid bilsalongen i Genève.
- Oktober 2008 – Opel Insignia Sports Tourer premiärvisas på Bilsalongen i Paris.
- November 2008 – bilen kommer ut på den brittiska bilmarknaden, som Vauxhall Insignia.
- Februari 2009 – bilen lanseras i Sverige.
- April 2009 – Sports Tourer lanseras i Sverige.
- Slutet av 2009 – Insignia Coupé premiärvisas/lanseras.

## Utmärkelser
Insignia blev nominerad till Årets bil i Europa 2009 Car Of The Year och blev av de 59 deltagande motorjournalisterna från 23 länder, utsedd till en av de sju finalisterna i tävlingen. Den 17 november kom resultatet och Opel Insignia stod som vinnare till Årets bil 2009. Insignia var dessutom nominerad till titeln Car Design Of The Year (CDOTY) 2008 inom kategorin "Best Production Design". Insignia fick 16 procent av rösterna och tog därmed tredje platsen, efter betydligt mer exotiska Chevrolet Camaro och Fisker Karma. Som fick 26 respektive 19 procent av rösterna.